# 克里克鎮區 (伊利諾伊州德威特縣)
克里克鎮區（英語：Creek Township）是位於美國伊利諾伊州德威特縣的一個行政鎮區。

## 地方資料
根據2010年美國人口普查的數據，克里克鎮區的面積為95.40平方千米，當中陸地面積為91.70平方千米，而水域面積為3.70平方千米。當地共有人口471人，而人口密度為每平方千米4.94人。